# Ramport Studios
Los Ramport Studios fueron unos estudios de grabación ubicados en Battersea, al Sur de Londres, propiedad de la banda británica de rock The Who.

## Historia
El estudio fue construido a finales de 1972 por la banda de rock británica The Who en el salón de una antigua iglesia. El director de producción del grupo John Wolff, se encargó de darle forma siguiendo el diseño de Pete Townshend. La banda utilizó las instalaciones en 1973 para grabar su álbum Quadrophenia, con el apoyo del estudio móvil del músico Ronnie Lane. Durante los siguientes años, varios álbumes importantes fueron grabados en Ramport. En 1974, Supertramp grabó su álbum Crime of the Century  y en 1976, las instalaciones acogieron las sesiones de grabación del albums Jailbreak y Johnny the Fox de Thin Lizzy. Judas Priest también grabó allí su álbum Sin After Sin durante los años 1976 y 1977. Johnny Thunders and The Heartbreakers pasaron gran parte del verano de 1977 grabando y mezclando el álbum L.A.M.F. para el sello Track Records. Joan Jett grabó varias pistas allí que terminarían en su álbum homónimo, más tarde retitulado Bad Reputation. Neil Young grabó, junto con Robbie Robertson, la canción "White Line" en 1974, que fue incluida en el álbum Homegrown en 2020. 
Virgin Studios Ltd. adquirió el estudio en 1984 y lo renombró como Townhouse Studio Three.